# 전원책
전원책(全元策, 1955년 1월 8일 ~ )은 대한민국의 변호사, 방송인이다.

## 학력
- 1967년 울산대현국민학교 졸업
- 1970년 부산중학교 졸업
- 1973년 부산고등학교 졸업
- 1979년 경희대학교 법률학 학사
- 1986년 대한민국 국방대학교 행정학사

## 경력
- 1980년 : 제4회 군법무관 임용시험 합격
- 1991년 ~ : 전원책법률사무소 변호사
- 1993년 : 정보통신윤리위원회 심의위원회 위원
- 1995년 : 경희대학교 법과대학 겸임교수
- 전) 《시민과 변호사》편집주
- 1999년 ~ : 담배소비자보호협회 이사
- 1999년 : SBS 제작자문변호사
- 전) 변호사 100주년 대국민서비스위원회 위원장
- 2006년 : 대한변호사협회 신문편집위원장
- 2007년 : 이회창 캠프 정무특보
- 2008년 : 자유선진당 대변인[1]
- 2012년 : 자유경제원 원장
- 2013년 : 기획재정부 세제발전심의회 위원
- 2013년 9월 ~ : 한반도 인권과 통일을 위한 변호사모임
- 2018년 10월 ~ 2018년 11월 : 자유한국당 조직강화특별위원회 위원
- 2022년 10월 : 국민의힘 중앙연수원 부원장

## 방송
- YTN 라디오  전원책의 출발 새아침 (2013년 3월 29일 ~ 2014년 4월 25일)
- JTBC 썰전 (2016년 1월 14일 ~ 2017년 6월 29일)
- TV조선 전원책의 이것이 정치다 (2016년 10월 24일 ~ 2017년 6월 23일)
- TV조선 TV조선 종합뉴스9 (2017년 7월 3일 ~ 2017년 12월 8일)
- tvN 유아독존 (2017년 9월 9일 ~ 2017년 12월 3일)
- TV조선 강적들 (2018년 1월 3일 ~ 현재)

## 생애
전원책은 1955년 1월 8일에 울산에서 아버지 전성학과 어머니 김태선 사이에서 2남 2녀 중 장남으로 태어났다. 울산대현국민학교 1학년 시절이던 1961년 울산학생백일장에서 '돌'이라는 제목으로 처음으로 문예 부문에서 수상하며 유년기부터 문예 활동에 적극적인 관심을 보였고 이후 1973년에 부산고를 졸업하였다. 고등학교 2학년 때 문예반장을 지내 문학에 심취하여 학원문학상과 여러 백일장에서 수상하였다. 2학년 때인 1971년에는 진해군항제에서 '항해'라는 시제로 백일장 일반부 장원을 수상하였다. 그가 고등학교 1학년 때 편집했던 교지 '청조'는 전국의 고등학교 교지콘테스트에서 최우수상을 받았으며, 동년에 최초의 고교동인지 '청조문예'를 창간하여 학창 시절부터 적극적으로 문예 활동에 참가하였다. 1975년에 경희대 법대에 입학하였고 1979년에 졸업하였다.
1977년에 제2회 백만원고료 한국문학신인상을 연작시 '동해단장'(東海斷章)으로 수상하여 문단에 정식으로 등단하였으며 1978년에는《한국문학》에 시 '전망'(展望)을 발표하는 등 문단활동을 꾸준히 하였다. 1980년에 문학 활동을 중단하였다가 6년 후인 1986년 다시 집필 활동을 시작하여 시 '나무를 꿈꾸며'와 '여섯시는 연극이다' 등을 썼고 1990년 1월에 조선일보 신춘문예에 박두진, 조병화가 참가한 심사에서 시 '나무를 꿈꾸며'가 당선되어 재등단하게 되었다. 1981년 제4회 군법무관 임용시험에 합격하여 사법연수원을 수료하고 그해 제30기계화보병사단의 법무참모로 군 복무를 시작하였다. 1984년에 제3야전군 보통군사법원 법무과장을, 1985년에는 제2군수지원사령부 법무참모를, 1986년 제11군단 법무참모로 근무했다. 제8군단에서 근무할 당시 고향 후배인 김기현과 법무참모부에서 3년간 군 생활을 같이하며 서로 호형호제할 정도로 각별한 인연을 이어온 것으로 알려졌다. 전원책의 고향 후배이자 군 복무 시절 전원책을 상관으로 모신 김기현은 훗날 인터뷰에서 "전 변호사는 무뚝뚝해 보이지만 머리가 비상하고 일간지 문학공모전에 당선됐을 만큼 로맨틱하고 감성이 풍부한 분이다."라고 회고한 바 있다.1991년 9월 30일에 제6군단 법무참모를 마지막으로 10년 6개월의 군 복무를 마치고 전역하였다.2005년부터 2007년까지 2년간《KBS 열린토론》에서 고정 패널로 활동하였고《MBC 100분 토론》을, 라디오에서는 MBC 표준FM《시선집중》에서 보수 논객으로 출연하며 토론 활동을 펼쳤다.
2007년에 이상돈, 류석춘, 이주천과 함께 "대한민국의 내일을 걱정하는 모임"을 결성하여 공동대표 및 사무총장으로 취임하였고 제17대 대선에 출마한 이회창 후보의 정무특별보좌관으로 활동하였다. 2008년에 자유선진당의 대변인에 임명되었으나 정치 노선에 대한 이견으로 4일만에 사임하고 자유선진당을 탈당하였다. 2012년에 자유기업원의 원장으로 취임하였고 취임 직후 이사회에서 자유경제원으로 개칭하였으며, 자유경제원 산하 프리덤 월드에서 월간《2032》를 창간하여 발행인을 맡으며 언론인으로 일하였다.
2013년 1월 14일에 새누리당의 박근혜 대통령 당선자의 공약이 경제적으로 위험해진다고 말하였다.
2016년부터 2017년까지 JTBC의 《썰전》에서 1부 정치평론시간에 보수진영을 대변하는 역할로써 유시민, 김구라와 함께 출연하였다. 이후 2017년 TV조선에 입사하여 저녁뉴스를 담당했으나, 여러 논란 끝에 5개월 만에 앵커직에서 사임하고 신동욱에게 넘겼다. 2018년부터는 《강적들》에서 보수진영을 대변하는 평론가로 활동하고 있다.
2018년 10월 1일, 자유한국당 내 인적쇄신을 책임질 조직강화특별위원회(조강특위) 위원이 되었다. 김병준 비상대책위원장은 "조강특위에 전례 없는 권한을 부여하겠다"고 밝혔다. 전 변호사는 대규모 인적청산을 예고했다. 그러나 김병준 비대위원장을 비롯한 자유한국당 지도부와 갈등을 빚었고 1달여만에 해촉되었다. 전 변호사는 "자신을 하청업체 취급한다"며 반발하였다.
2022년 대선 개표방송 선택2022에 출연하였다.

## 저서
시집
- 1991. 《슬픔에 관한 견해》 (청하, ISBN 2006506002287)
- 2003. 《수련의 집》 (해와달)(비공식 출간 및 비매품)
- 2016. 《나에게 정부는 없다》 (포엠포엠, ISBN 9791186668122)

정치 관련
- 2009. 《바다도 비에 젖는다》 (엘도라도, ISBN 9788901100975)
- 2011. 《전원책의 좌파 비판 - 자유의 적들》 (중앙북스, ISBN 9788927802556)
- 2013. 《전원책의 지식인 비판 - 진실의 적들》 (중앙북스, ISBN 9788927804406)
- 2014. 《한국 민주주의의 허구를 꿰뚫는 통찰 - 전원책의 신군주론》 (중앙북스, ISBN 9788927805823)
- 2016. 《잡초와 우상(전원책의 정치 비판) - 부래》

## 어록
빚내서 복지하면 세금은 누가내는가?

나는 대중문화를 좋아하지 않는다. 연예인이라는 작자들이 빈깡통으로 떠들어대기 때문이다.

저는 예체능을 좋게 보지 않습니다. 예체능하는 인간들 중에 제대로된 인간이 있습니까? 없습니다.

## 영향을 받은 인물
전원책에게 영향을 준 인물은 다음과 같다.
- 칼 포퍼 : 열린 사회와 그 적들에서 전체주의에 대한 경고
- 루트비히 비트겐슈타인 : 버트런드 러셀에 대항하여 정직한 지식인이 되고자 한 그의 철학